# Келено
Келено́ (грец. Kelaino) — Плеяда, дочка Атланта і Плейони, коханка Посейдона, від якого народила Ліка;
Келено — одна з гарпій.